# Wodorotlenek kobaltu(II)
Wodorotlenek kobaltu(II), Co(OH)
2 – nieorganiczny związek chemiczny z grupy wodorotlenków zawierający kation kobaltu na II stopniu utlenienia. Występuje w dwóch formach, niebieskiej i trwalszej różowej (forma niebieska bywa też opisywana jako hydroksochlorek kobaltu(II), Co(OH)Cl, wytrącający się jako pierwotny produkt reakcji CoCl
2 z wodorotlenkiem, który następnie, w obecności nadmiaru zasady, przechodzi w różowy Co(OH)
2).

## Otrzymywanie
Można otrzymać go w reakcji rozpuszczalnej soli kobaltu(II) z wodorotlenkiem sodu:
2NaOH + CoCl
2 → Co(OH)
2↓ + 2NaCl

## Właściwości
Wodorotlenek kobaltu(II) łatwo utlenia się na powietrzu do brunatnego wodorotlenku kobaltu(III), Co(OH)
3. Silne utleniacze przekształcają go w czarny uwodniony tlenek kobaltu(IV), CoO
2·xH
2O. Podczas umiarkowanego prażenia daje trwały tlenek kobaltu(II) dikobaltu(III), Co
3O
4, o składzie analogicznym do Fe
3O
4, natomiast powyżej 800 °C tworzy tlenek kobaltu(II), CoO. Ten sam tlenek kobaltu(II) powstaje podczas ogrzewania Co(OH)
2 do 168 °C w próżni. Iloczyn rozpuszczalności niebieskiej formy wodorotlenku kobaltu(II) wynosi 5,92×10−15.

## Zastosowanie
Stosowany jest m.in. jako katalizator oraz jako dodatek do farb, tuszów i pokostu w celu przyspieszania wysychania.